# Picapauzinho-dourado
Picapauzinho-dourado (nome científico: Picumnus aurifrons) é uma espécie de ave pertencente à família dos picídeos.  Pode ser encontrada na Bolívia, Brasil, Colômbia e Peru.

## Subespécies
São reconhecidas sete subespécies:
- Picumnus aurifrons aurifrons (Pelzeln, 1870) - ocorre no Brasil, no norte do estado do Mato Grosso na região do alto Rio Madeira até o Rio Tapajós;
- Picumnus aurifrons transfasciatus (Hellmayr & Gyldenstolpe, 1937) - ocorre no Brasil, na região entre os rios Tapajós e Tocantins;
- Picumnus aurifrons wallacii (Hargitt, 1889) - ocorre no Brasil, na região entre o baixo Rio Madeira até o alto Rio Purus;
- Picumnus aurifrons purusianus (Todd, 1946) - ocorre no oeste do Brasil, na região do alto Rio Purus;
- Picumnus aurifrons flavifrons (Hargitt, 1889) - ocorre no nordeste do Peru e no oeste do Brasil, ao longo do Rio Solimões;
- Picumnus aurifrons borbae (Pelzeln, 1870) - ocorre no oeste da Amazônia brasileira, da região do baixo Rio Tapajós até o alto Rio Madeira;
- Picumnus aurifrons juruanus (Gyldenstolpe, 1941) - ocorre do leste do Peru até o oeste do Brasil, na região do alto Rio Juruá.